# Michiyo Tsujimura
Michiyo Tsujimura (japonès: 辻村みちよ)  (Okegawa, 17 de setembre de 1888 - Toyohashi, 1 de juny de 1969) va ser una científica agrícola i bioquímica japonesa que va centrar la seva recerca en els components del te verd. Va ser la primera dona del Japó en rebre un doctorat en agricultura.

## Primers anys de vida
Tsujimura va néixer el 1888 a l'actual Okegawa a la prefectura de Saitama. Va assistir a l'Escola Normal de Dones de la Prefectura de Tòquio, on es va graduar el 1909, i a la Divisió de Ciències Bioquímiques a l'Escola Normal Superior de Dones de Tòquio. Aquí va ser deixebla del biòleg Kono Yasu, que va inspirar en Tsujimura l'interès per la investigació científica. Es va graduar el 1913 i es va convertir en mestra a l'Institut per a dones de Yokohama a la prefectura de Kanagawa. El 1917 va tornar a la prefectura de Saitama per ensenyar a l'Escola Normal de Dones de Saitama.

## Carrera i recerca
La carrera com a investigadora de Tsujimura va començar el 1920 quan es va incorporar a la Universitat Imperial d'Hokkaido com a assistent de laboratori. En aquell moment, la universitat no acceptava dones estudiants, de manera que Tsujimura treballava en un lloc no remunerat al Laboratori de Nutrició Alimentària del Departament de Química Agrícola de la universitat. Allà, va investigar la nutrició dels cucs de seda abans de traslladar-se al Laboratori de Química Mèdica de la Facultat de Medicina de la Universitat Imperial de Tòquio el 1922. El laboratori va ser destruït pel Gran terratrèmol de Kantō al mes de setembre de 1923, així que es va traslladar a l'Institut d'Investigació en Física i Química (RIKEN) com a estudiant d'investigació l'octubre de 1923. Va treballar al laboratori d'Umetaro Suzuki, doctor en agricultura, i va investigar la química dels aliments.
Tsujimura i el seu col·lega Seitaro Miura van descobrir la vitamina C en el te verd el 1924 i van publicar un article titulat "Sobre la vitamina C en el te verd" a la revista Bioscience, Biotechnology, and Biochemistry. Aquesta troballa va contribuir a un augment de les exportacions de te verd a Amèrica del Nord.
El 1929, Tsujimura va aïllar la catequina, un flavonoide del te verd. Va extreure'n també taní en forma cristallina el 1930. La seva tesi sobre els constituents del te verd, titulada "Sobre els components químics del te verd", li va valer un doctorat en agricultura per la Universitat Imperial de Tòquio el 1932, convertint-la, així, en la primera dona del Japó a rebre aquest títol. Va aïllar la galocatequina del te verd el 1934 i va registrar una patent sobre el seu mètode per extreure cristalls de vitamina C de les plantes el 1935. Va ser promoguda al càrrec d'investigadora júnior a RIKEN el 1942 i després al d'investigadora el 1947 abans de convertir-se en professora a la Universitat d'Ochanomizu on es va establir el 1949. Fou nomenada professora a l'Escola Normal Superior de Dones de Tòquio des de 1950 i va ser la primera degana de la Facultat d'Economia Domèstica.

## Jubilació, mort i llegat
Tsujimura es va retirar de la Universitat d'Ochanomizu com a professora el 1955, però va continuar donant classes a temps parcial fins al 1961. Va ser professora a la Jissen Women's University de Tòquio des de 1955 fins a 1963, quan es va convertir en professora emèrita.
Va ser guardonada amb el Premi Japó de Ciències Agrícoles el 1956 per la seva investigació sobre el te verd i va rebre l'⁣Ordre de la Preciosa Corona de la Quarta Classe el 1968. Va morir a Toyohashi l'1 de juny de 1969 a l'edat de vuitanta anys.
El 133è aniversari de Tsujimura es va celebrar amb un Google Doodle el 16 de setembre de 2021.